# Troja (Praga)
Troja è il nome di un distretto municipale e quartiere catastale di Praga, appartenente al distretto amministrativo di Praga 7.

## Localizzazione
Il distretto municipale praghese di Troja comprende solo il quartiere catastale omonimo, sulla riva sinistra della Moldava. Questo fu diviso tra i distretti amministrativi Praga 7 e Praga 8; dal 1992 è un quartiere autonomo.

## Monumenti e luoghi d'interesse
- Castello di Troja
- Zoo di Praga
- Giardino botanico di Praga, con cappella di Santa Chiara
- Ponte Troja

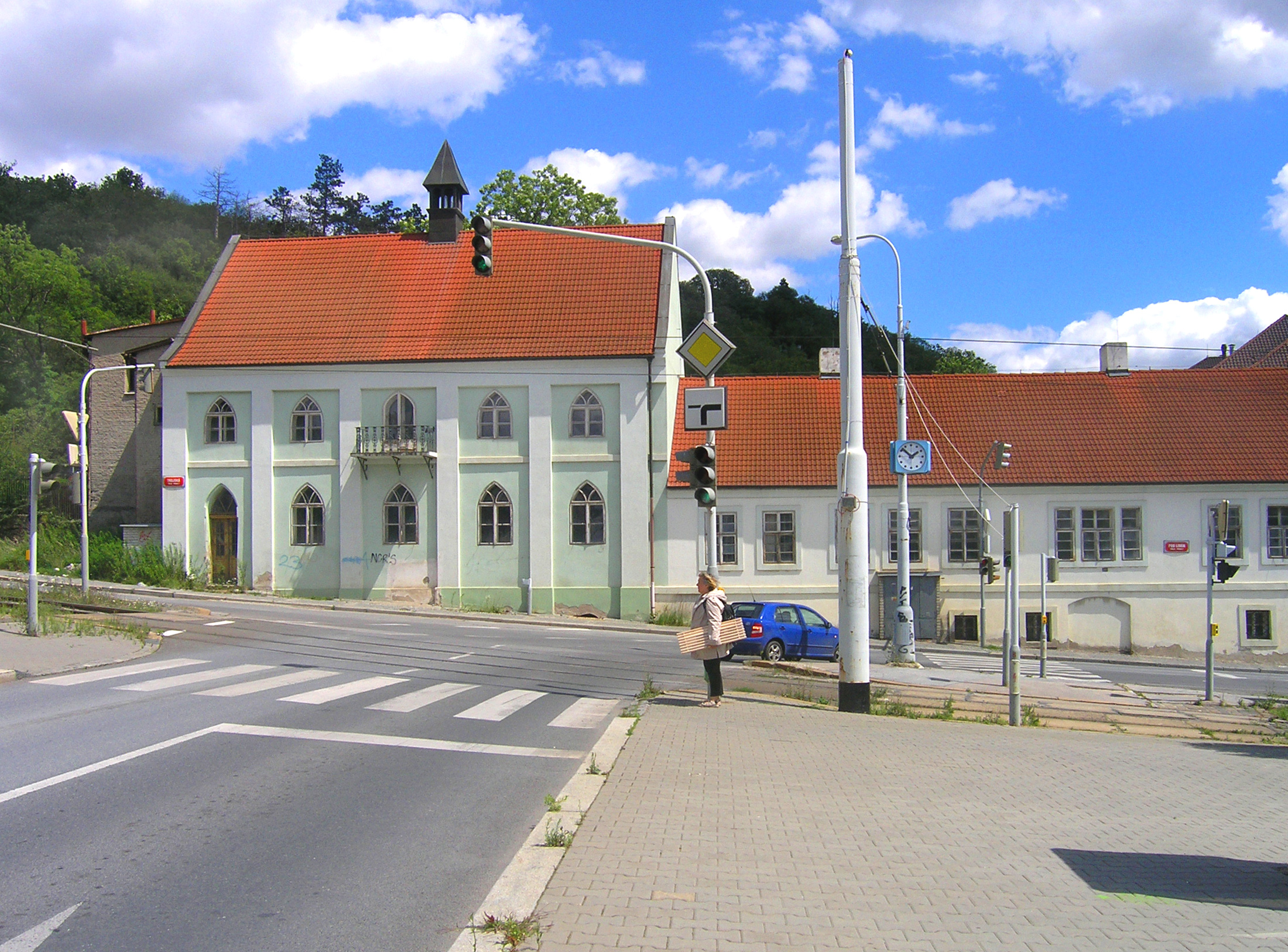
Via Trojská
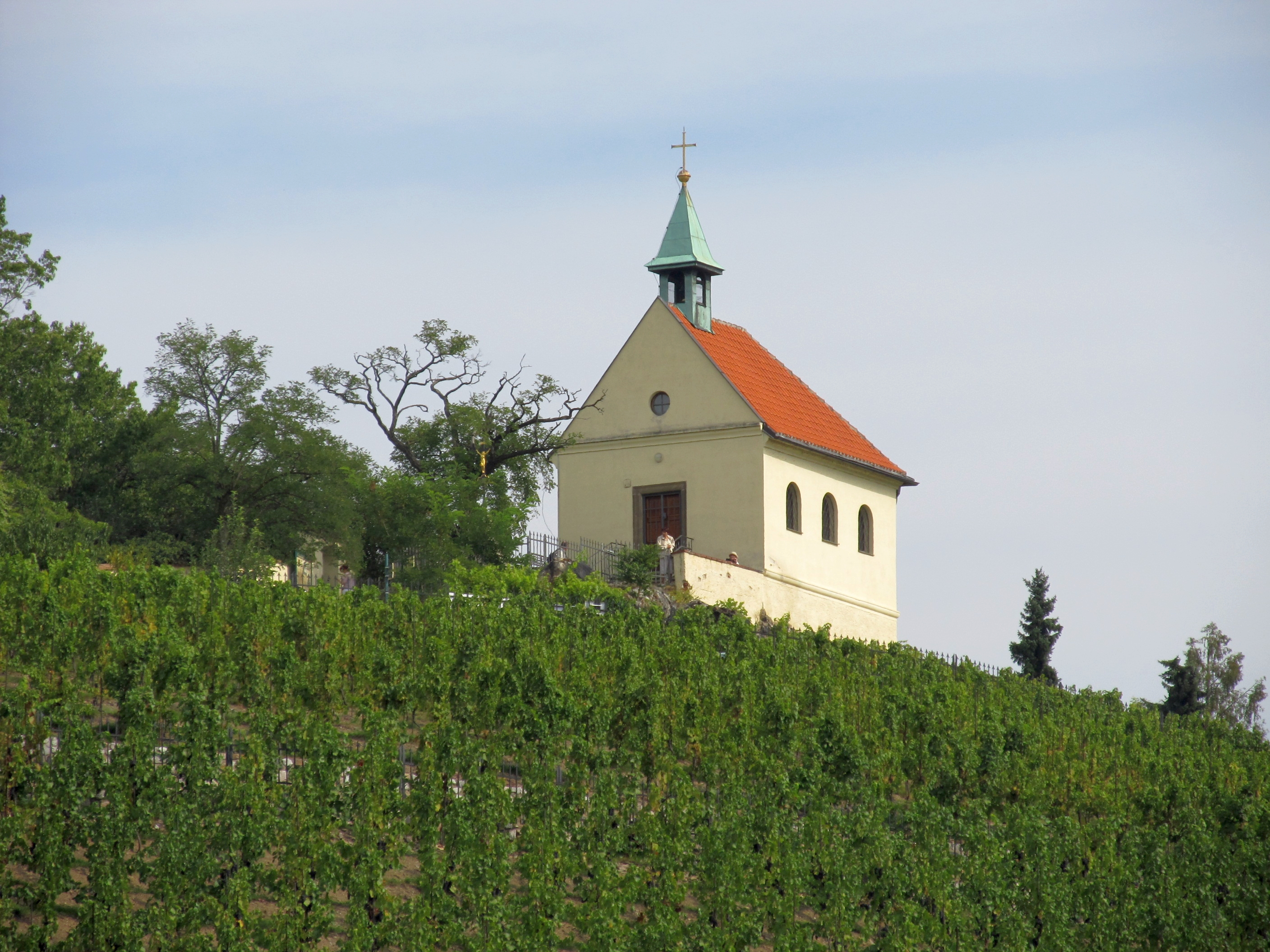
Cappella e vigneti di Santa Chiara
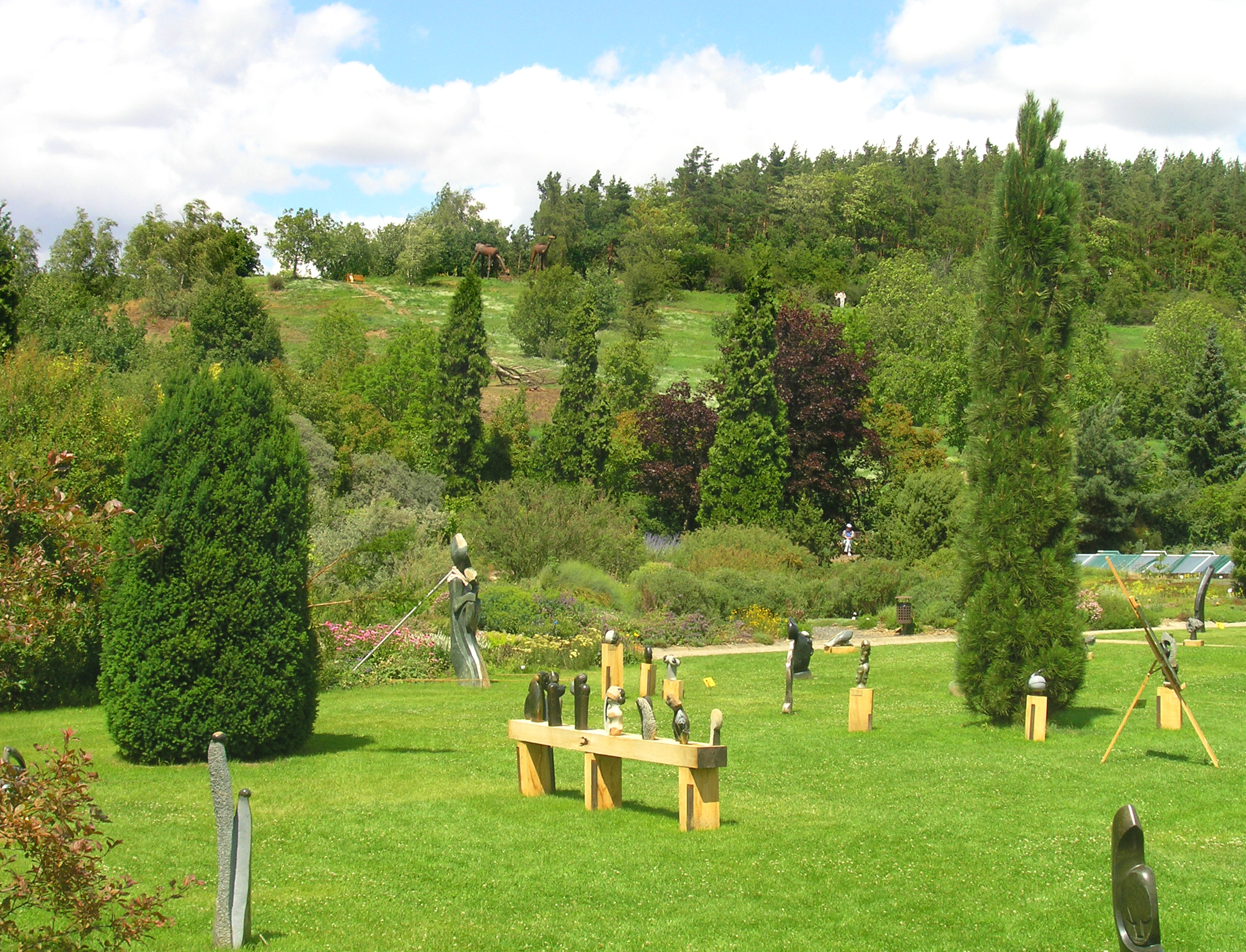
Giardino botanico